# Heinz Lund

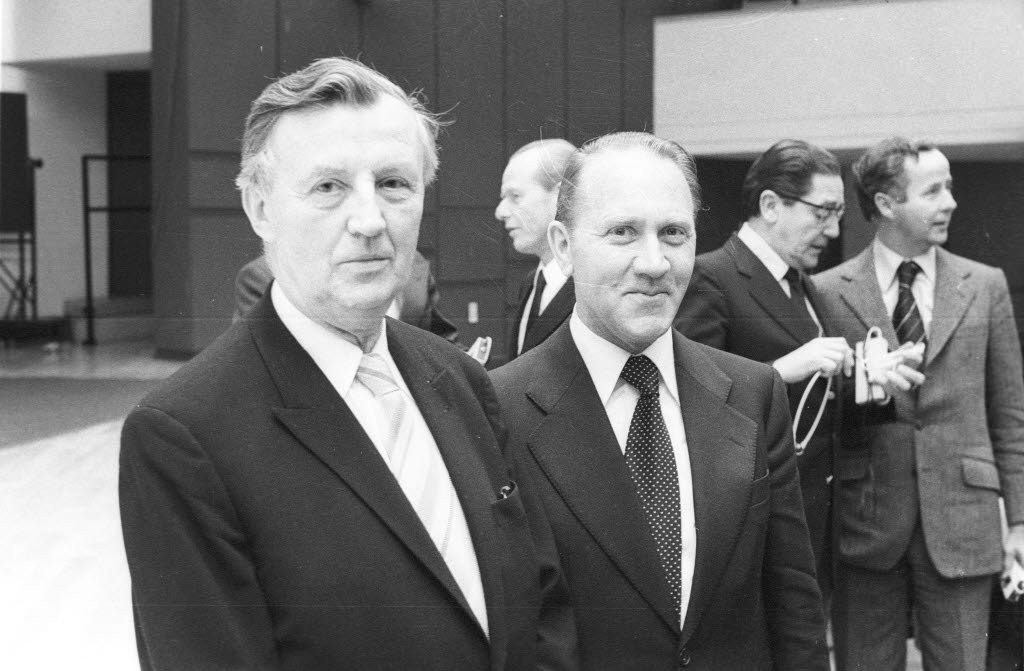
Heinz Lund (3. von links)

Heinz Lund  (* 31. Mai 1925 in Lübeck; † 3. Mai 2016 ebenda) war ein deutscher Politiker (SPD).

## Leben
Lund legte das Abitur am Johanneum zu Lübeck ab. Am 17. Januar 1943 beantragte er die Aufnahme in die NSDAP und wurde zum 20. April desselben Jahres aufgenommen (Mitgliedsnummer 9.544.532). Er studierte Philologie an der Christian-Albrechts-Universität zu Kiel. In den Jahren 1959 bis 1964 war er Landesvorsitzender der Jungsozialisten in der SPD in Schleswig-Holstein. Er unterrichtete am Katharineum zu Lübeck und war Initiator des Abendgymnasiums in Lübeck sowie der ersten Gesamtschule in der Hansestadt.
Bei der Wahl zur Lübecker Bürgerschaft am 11. März 1962 wurde Lund im Wahlbezirk 12 direkt gewählt.
In den Jahren 1962 und 1967 zog Lund über die SPD-Landesliste in den Landtag Schleswig-Holsteins ein; 1971 und 1975 wurde er im Landtagswahlkreis Lübeck-Mitte direkt gewählt. 1969 nahm Lund an der 5. Bundesversammlung teil. Dem Landtag gehörte er bis zum 31. Oktober 1978 an; für ihn rückte Herbert Nonnsen nach.
Lund war von 1978 bis 1990 hauptamtlicher Schulsenator der Hansestadt Lübeck, dem Amt wurde 1986 der Kulturbereich zugeordnet.
Zu seinen Ehrenämtern gehörte der Vorsitz des AWO-Kreisverbands Lübeck in den Jahren 1980 bis 1983 sowie die Mitgliedschaft im Vorstand des AWO-Landesverbands Schleswig-Holstein von 1980 bis 1986.
Im Dezember 2009 wurde Lund mit der Goldenen Ehrennadel der SPD für 50-jährige Parteimitgliedschaft geehrt. Dabei würdigte ihn Björn Engholm: „Heinz Lund ist ein Mensch mit Bedacht und Besonnenheit nach bester ‚Lübscher Machart’.“
Lund war verheiratet, hatte vier Kinder und lebte in Sereetz. Dort war er als Ehrenbeamter der Gemeinde Ratekau von 1994 bis 1998 Dorfvorsteher der Dorfschaft Sereetz. In den Jahren 1993 bis 1996 leitete er den Volkshochschulstandort Sereetz.

## Auszeichnungen
- Universitätsmedaille der Universität zu Lübeck[6]
- 1975: Bundesverdienstkreuz am Bande
- 1978: Bundesverdienstkreuz 1. Klasse
- 1979: Universitätsmedaille der Christian-Albrechts-Universität Kiel